# Omar El Baad
Omar El Baad (Den Haag, 1 februari 1996) is een Nederlands voetballer.

## Spelersloopbaan
Omar El Baad begon met voetballen in de jeugd van FC Zoetermeer. In 2004 werd hij gescout door Feyenoord, waar hij de gehele jeugdopleiding doorliep. In 2015 kreeg hij geen profcontract aangeboden bij Feyenoord, waarna hij naar SC Cambuur vertrok.
El Baad maakte op 27 november 2015 zijn debuut in Eredivisie. Dit was in de thuiswedstrijd tegen De Graafschap (2-3). In mei 2016 degradeerde hij met Cambuur uit de Eredivisie. In totaal heeft El Baad 36 officiële wedstrijden gespeeld voor SC Cambuur. Na winst op Ajax in de achtste finale (2-1) en winst op FC Utrecht in de kwartfinale (2-2, 8-9 n.s.), wist El Baad met Cambuur de halve finale van de KNVB Beker te halen, een historisch moment voor de club uit Leeuwarden.
Na 2,5 jaar onder contract te hebben gestaan bij Cambuur vervolgde El Baad zijn loopbaan in Zweden bij Umeå FC, waar hij tot eind 2019 speelde. Hierna ging hij voor Excelsior Maassluis in de Tweede divisie spelen. Op 30 december 2022 maakte VV Katwijk de komst van El Baad bekend, die na de zomer zal aansluiten bij de club. 

## Carrière
| Seizoen      | Land               | Club                | Wedstrijden | Goals |
| ------------ | ------------------ | ------------------- | ----------- | ----- |
| 2015 - 2019  | Vlag van Nederland | SC Cambuur          | 36          | 1     |
| 2019 - 2020  | Vlag van Zweden    | Umeå FC             | 20          | -     |
| 2020 - heden | Vlag van Nederland | Excelsior Maassluis | 62          | 2     |
| Totaal       |                    |                     | 118         | 3     |